# المجموعة المناهضة للحزب
المجموعة المناهضة للحزب (بالإنجليزية: Anti-Party Group)، (الروسية: Антипартийная группа) يشار إليهم بالكامل في الخطاب السياسي السوفييتي باسم «المجموعة المناهضة للحزب المكونة من مالينكوف وكاچانوفيتش ومولوتوف وشيبيلوف، الذين انضموا إليهم»، هي مجموعة كانت داخل قيادة الحزب الشيوعي للاتحاد السوفيتي حاولت دون جدوى عزل نيكيتا خروتشوف من منصب السكرتير العام للحزب في يونيو 1957م. وهذه المجموعة كانت تحمل هذا اللقب من قِبل خروتشوف ويقودها رئيس الوزراء السابق جورجي مالينكوف وفياتشيسلاف مولوتوف. رفضت المجموعة تحرير خروتشوف للمجتمع السوفيتي وإدانته لجوزيف ستالين. وحاولت استعادة الستالينية والحفاظ عليها بشكل كامل.

## الدوافع
اعتبر أعضاء المجموعة هجمات خروتشوف على ستالين، وأشهرها في الخطاب السري الذي ألقاه في المؤتمر العشرين للحزب الشيوعي في عام 1956م على أنها خاطئة ومنافقة، بالنظر إلى تواطؤ خروتشوف في التطهير العظيم وأحداث مماثلة باعتبارها واحدة من مفضلات ستالين.كانوا يعتقدون أن سياسة خروتشوف في التعايش السلمي من شأنها أن تعرض الصراع ضد القوى الرأسمالية للخطر على الصعيد الدولي.

## محاولة تسلم
انضم إلى قادة المجموعة -مالينكوف ومولوتوف ولزار كاغنوفيتش - في اللحظة الأخيرة وزير الخارجية ديمتري شيبيلوف الذي كان كاغنوفيتش قد أقنعه بأن المجموعة تتمتع بأغلبية. على الرغم من عدم حصولهم على أغلبية في هيئة الرئاسة بأكملها، إلا أنهم كانوا يتمتعون بأغلبية أعضاء هيئة الرئاسة الكاملين، الذين كانوا وحدهم من يحق لهم التصويت. فاز اقتراح المجموعة في هيئة الرئاسة باستبدال خروتشوف كسكرتير أول برئيس الوزراء نيكولاي بولكانين فكانت الأصوات 7 إلى 4 أصوات حيث أيد كل من مالنكوف ومولوتوف وكاغنوفيتش وبولجين وفوروشيلوف وبيرفوخين وسابوروف عارض كل من خروتشوف وميكويان وسوسلوف وكريشنكو، لكن خروتشوف جادل بأن الجلسة الكاملة للجنة المركزية هي وحدها القادرة على عزله من منصبه. في جلسة استثنائية للجنة المركزية عقدت في أواخر يونيو، جادل خروتشوف بأن خصومه كانوا «مجموعة مناهضة للحزب». 
كان خروتشوف حاصل على دعم الجيش، برئاسة وزير الدفاع چورچي جوكوف.في تلك الجلسة العامة الكاملة للجنة المركزية، دعم جوكوف خروتشوف، واستخدم الجيش لجلب أنصار خروتشوف لإقناع الناس بدعمه. ثم قام بإلقاء خطابًا مريرًا، متهمًا المجموعة بتلطخ أيديهم بالدماء بسبب فظائع ستالين.بل إنه ذهب إلى أبعد من ذلك قائلاً إن لديه القوة العسكرية لسحقهم، قائلاً: «الجيش ضد هذا القرار ولن تغادر حتى دبابة موقعها بدون أمري!». في نهاية الصراع على السلطة، أعيد تأكيد خروتشوف في منصبه كسكرتير أول.

## ما بعد ذلك
مالينكوف ومولوتوف وكاغنوفيتش وشيبيلوف - الأسماء الأربعة الوحيدة التي تم الإعلان عنها - تم تشهيرها في الصحافة وعزلهم من مناصبهم في الحزب والحكومة. تم منحهم مناصب غير مهمة نسبيًا:
- مولوتوف تم إرساله سفيرا إلى منغوليا.
- أصبح مالينكوف مديرًا لمصنع لتوليد الطاقة الكهرومائية في كازاخستان.
- أصبح كاجانوفيتش مديرًا لأعمال بوتاس صغيرة في جبال الأورال.
- أصبح شيبلوف رئيسًا لمعهد الاقتصاد التابع لأكاديمية العلوم المحلية في قيرغيزستان.

في عام 1961م، في أعقاب المزيد من إزالة الستالينية، تم طردهم من الحزب الشيوعي تمامًا وعاشوا جميعًا حياة هادئة منذ ذلك الحين. سُمح لشيبيلوف بالانضمام إلى الحزب من قبل خليفة خروتشوف ليونيد بريجنيف في عام 1976م لكنه ظل على الهامش.
أصبح خروتشوف غير موثوق به بشكل متزايد وفي نفس العام عزل وزير الدفاع جوكوف، الذي ساعده ضد المجموعة المناهضة للحزب ولكن كانت لديه خلافات سياسية بشكل متزايد، زاعمًا أن البونابرتية. في عام 1958م، اضطر رئيس الوزراء بولجانين، المستفيد المقصود من تحرك المجموعة المناهضة للحزب، إلى التقاعد وأصبح خروتشوف رئيسًا للوزراء أيضًا.
كانت معاملة خروتشوف لخصومه، من حيث أنهم تعرضوا للسب والإذلال ولكن ليسوا مظلومين جسديًا، بمثابة خروج عن الممارسة السابقة في السياسة السوفيتية (كما شوهد آخر مرة في عام 1953م أثناء تطهير Lavrenti Beria) - وهو تطور خلال الصراعات السلطة اللاحقة، مثل شهادة خروتشوف الخاصة من قبل بريجنيف في عام 1964م والانقلاب الفاشل ضد ميخائيل جورباتشوف في أغسطس 1991م.